# Vittorio Lucarelli
Vittorio Lucarelli (Roma, 31 de octubre de 1928-Tívoli, 16 de febrero de 2008) fue un deportista italiano que compitió en esgrima, especialista en la modalidad de florete.
Participó en los Juegos Olímpicos de Melbourne 1956, obteniendo una medalla de oro en la prueba por equipos. Ganó dos medallas en el Campeonato Mundial de Esgrima, en los años 1955 y 1957.

## Palmarés internacional
| Juegos Olímpicos   | Juegos Olímpicos      | Juegos Olímpicos  | Juegos Olímpicos    |
| Año                | Lugar                 | Medalla           | Prueba              |
| ------------------ | --------------------- | ----------------- | ------------------- |
| 1956               | Melbourne (Australia) | Medalla de oro    | Florete por equipos |
| Campeonato Mundial |                       |                   |                     |
| Año                | Lugar                 | Medalla           | Prueba              |
| 1955               | Roma (Italia)         | Medalla de oro    | Florete por equipos |
| 1957               | París (Francia)       | Medalla de bronce | Florete por equipos |